# Tsurugashima
Tsurugashima (鶴ヶ島市, Tsurugashima-shi) est une ville située dans la préfecture de Saitama, au Japon.

## Géographie

### Situation
Tsurugashima est située dans le centre de la préfecture de Saitama.

### Démographie
En 2011, la population de Tsurugashima était de 69 983 habitants répartis sur une superficie de 17,73 km2. En juin 2023, elle était de 70 092 habitants.

### Climat
Tsurugashima a un climat subtropical humide caractérisé par des étés chauds et des hivers frais avec peu ou pas de chutes de neige. La température moyenne annuelle est de 13,9 °C. La pluviométrie annuelle moyenne est de 1 448 mm avec septembre comme mois le plus humide.

## Histoire
La zone autour de Tsurugashima est habitée depuis la préhistoire et plusieurs kofun se trouvent sur le territoire de la ville. Pendant l'époque d'Edo, la région était principalement sous le contrôle du domaine de Kawagoe.
Le village moderne de Tsurugashima a été créé le 1er avril 1889. Il est élevé au statut de bourg le 1er avril 1966, puis de ville le 1er septembre 1991.

## Transports
La ville est desservie par les lignes Tōjō et Ogose de la compagnie Tōbu.

## Personnalités liées à la municipalité
- Jin Katagiri (en) (né en 1973), comédien et membre du duo Rahmens.
- Haruka Shimazaki (née en 1994), actrice.